# Чебоксарский залив
Чебоксарский залив (чув. Шупашкар кӳлмекĕ) или Залив — водно-архитектурный комплекс в черте города Чебоксары (Россия), созданный в результате затопления исторической части города в низовьях реки Чебоксарки в месте её впадения в Волгу (в Чебоксарское водохранилище). Приток Чебоксарки — речка Трусиха после сооружения комплекса впадает в акваторию Залива. Сооружение инфраструктуры Залива было начато в 1978 году.

## Описание
В течение значительного времени года (за исключением времени таяния снегов и периода дождей) каскад прудов Залива представляет собой искусственное, декоративное водохранилище, не имеющее естественной и постоянной гидравлической связи с природными водоёмами.
Запруды Залива весной заполняются собственными водами речки Чебоксарки, а также водами речки Трусихи. В летнее время большие запруды заполняются посредством специально сооружённых подземных трубных коммуникаций водой из Волги с помощью насосной станции, расположенной на Московской набережной возле Центрального пляжа Чебоксар. Вода в большие запруды Залива поступает с глубины Волги с расстояния более 20 метров от берега. Здесь вода из Волги сначала перекачивается по напорному водоводу в верхний залив, а затем в нижний — через центральный фонтан. При этом воды речек Чебоксарка и Трусиха из малой запруды Залива по трубам впадают непосредственно в Волгу, минуя акваторию больших запруд Чебоксарского залива.
Акватория и наземная территория водно-архитектурного комплекса расположены во всех трёх районах города Чебоксары. Акватория прудов Залива и их западные берега отнесены к Московскому району города Чебоксары, северная часть устья реки Чебоксарки с северо-восточным берегом Залива относятся к Калининскому району, восточные берега прудов Залива относятся к Ленинскому району города.
Берега Залива — это: восточная часть Московской набережной, Театральная, Историческая, Пионерская и Советская набережные, Красная площадь и площадь Речников, а также южная часть улицы Академика А. Н. Крылова. На берегах Залива находятся значимые архитектурные объекты города Чебоксары, среди которых: Монумент Матери, Чувашский театр оперы и балета, Свято-Троицкий монастырь, здание администрации главы Чувашской Республики, а также расположенные на Красной площади Чувашский национальный музей, Чувашский драматический театр имени К. В. Иванова, памятник чувашскому поэту Константину Иванову.
Непосредственно к Заливу примыкают исторические улицы города, на которых расположены образцы дореволюционной и советской архитектуры: улица Константина Иванова, Карла Маркса, Ярославская, Ленинградская, Композиторов Воробьёвых, Президентский бульвар, бульвар Купца Ефремова. Архитектурную композицию Залива дополняет нависший над большим прудом Московский мост, соединяющий улицу Композиторов Воробьёвых и Московский проспект, под которым в 2020 году сооружён нефункционирующий (2021) тоннель для будущей автодороги по улице Бориса Маркова, которая должна по соединить улицу Академика А. Н. Крылова с улицей Нижегородской.
Водная часть комплекса состоит из каскада прудов, насчитывающего три искусственных водоёма — малую запруду, верхнюю и нижнюю большие запруды. К главным гидротехническим сооружениям Чебоксарского залива относятся: транспортно-пешеходная дамба «Дорога к храму», железобетонный пешеходный мост от Красной площади к Монументу Матери, мост-дамба на Пионерской набережной, фонтаны, железобетонный периметр Залива с фонарями для его освещения и смотровыми площадками. К главным архитектурным сооружениям комплекса также относятся: лестницы к театру оперы и балета и зданию администрации главы Чувашской Республики, Певческое поле. Площадь основных частей Чебоксарского залива — двух больших запруд — составляет 365 000 м².

## Статус Чебоксарского залива
Водная часть комплекса «Чебоксарский залив» является федеральной собственностью под непосредственным управлением Верхне-Волжского бассейнового водного управления Федерального агентства водных ресурсов. Объекты инженерной защиты Залива принадлежат муниципалитету — право собственности на такие объекты зарегистрировано за администрацией города Чебоксары.

## Архитектура Залива

### Устье Чебоксарки

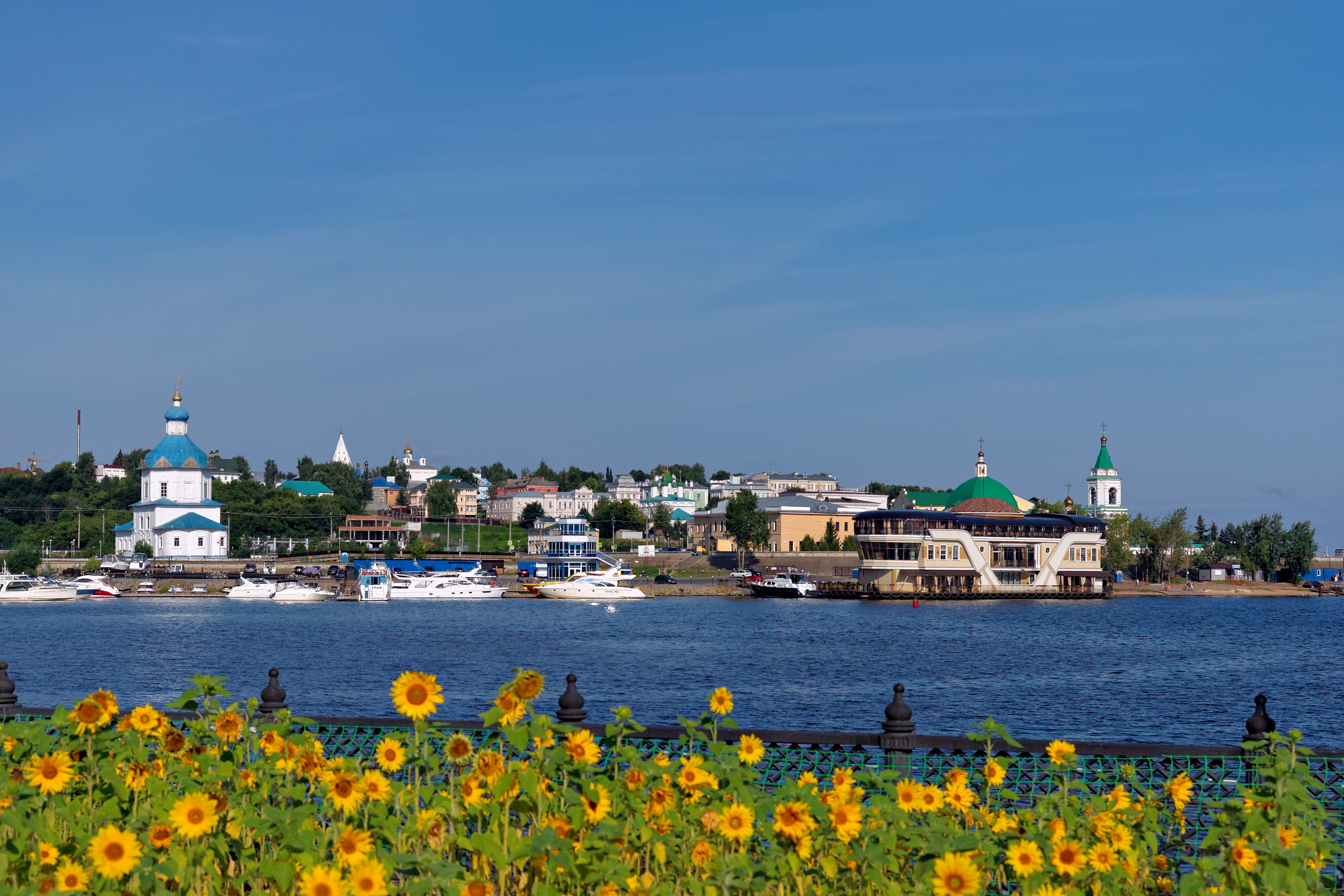
Вид на северную часть устья Чебоксарки — северную часть Залива, 2017

Северная часть Залива — устье реки Чебоксарки — представляет собой естественный залив и непосредственно примыкает к Чебоксарскому водохранилищу. От нижней большой запруды (главной части Чебоксарского залива) эта часть Залива отделена транспортно-пешеходной дамбой, называемой «Дорога к храму», которая соединяет улицы Константина Иванова и Ярославскую. Земляная дамба-плотина протяжённостью 595 м имеет четыре водостока. К западу от этой части Залива расположена Московская набережная; к востоку — Казанская набережная. Указанные набережные функционально дополняют рекреационное значение Чебоксарского залива. В этой зоне расположены построенные в 2008 и 2020 годах жилые комплексы «Волга» и «Альбатрос».
В районе этой части Залива расположены: памятник Петру и Февронии, Успенская церковь, погранично-сторожевой корабль «Чебоксары» (памятник-музей), площадь Речников, церковь Вознесения Христова, здание чебоксарского филиала «Газпромбанка», памятник А. Н. Крылову, Чебоксарский речной вокзал с маяком и с пристанью для пассажирских теплоходов (в том числе круизных), Свято-Троицкий монастырь, станция моржевания, плавучий ресторан «Роланд», Чебоксарское художественное училище, яхт-клуб «Чебоксары» — пристань для яхт и катеров, муниципальная автостоянка, ночные клубы и кафе. Близ автостоянки имеются торговые точки чувашских мастеров народных художественных промыслов.
Вода этой части Залива поступает непосредственно из нижней запруды Залива через четыре водостока дамбы и сливается с водами Чебоксарского водохранилища; в эту часть Залива также впадает приток Чебоксарки — малая река Кайбулка, устье которой в целях благоустройства замуровано в трубы (осуществлён замыв долины речки Кайбулка песчаным грунтом и для водоотведения поверхностного стока по замытой территории проложен дренажный коллектор диаметром 2 м, из которого осуществляется сброс воды в акваторию аванпорта).

### Большие запруды

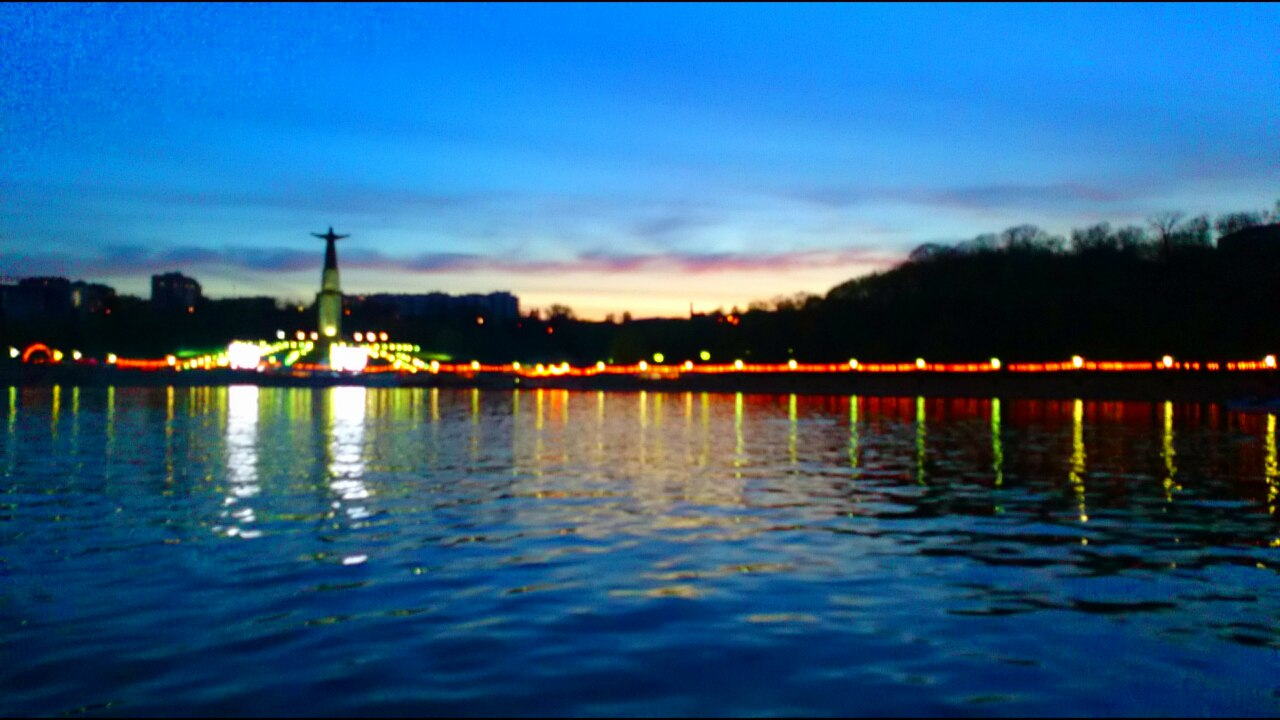
Вид на нижнюю запруду Залива и скульптуру «Мать-Покровительница»

Две большие запруды Залива представляют собой собственно Чебоксарский залив. Верхняя запруда («залив первой очереди») разделена от нижней («залив второй очереди») глухой железобетонной плотиной с пешеходной дорожкой длиной 360 м и с 8-донными водовыпусками. Мост соединяет Красную площадь с площадью перед Монументом Матери. Уровень воды в верхней части на 1 м выше, чем в нижней.
В двух больших запрудах в летнее время функционируют фонтаны: главный центральный фонтан в нижнем заливе работает от напора подаваемой воды насосной станции «Водообмен» (высота струи доходит до 25—30 метров), и фонтан в верхнем заливе у Певческого поля с пятью электропогружными насосами (высота струй — до 35 метров).

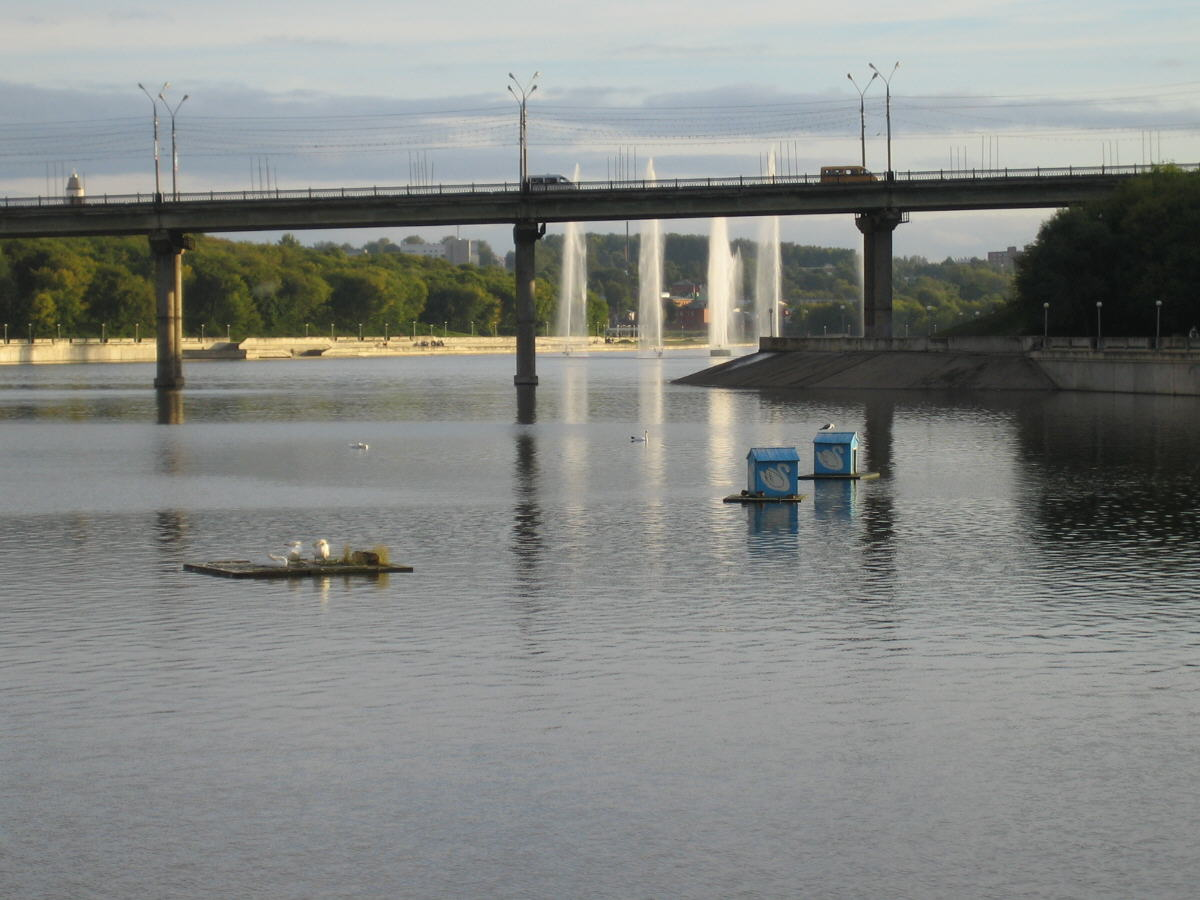
Вид на верхнюю запруду Залива и старый Московский мост (2007)

На берегах нижней большой запруды расположены: Монумент Матери, Музей Михаила Сеспеля, здание Института усовершенствования врачей, Красная площадь, автомобильная парковка, памятник-бюст Екатерине Великой. Здесь функционирует лодочная станция по прокату катамаранов и прогулочных лодок. От устья Чебоксарки, непосредственно соприкасающегося с Чебоксарским водохранилищем, нижняя большая запруда Залива разделена обустроенной транспортно-пешеходной дамбой «Дорога к храму». На плотине, спущенной на нижнюю запруду, имеется домик для белых лебедей. Нижний залив имеет площадь 13,5 га, глубину 3 м, объём воды — около 410 тыс. м³.
Над верхней большой запрудой подвис шестиполосный автомобильный Московский мост — крупнейший и центральный мост города Чебоксары. В районе верхней большой запруды расположены: место проведения вокальных и танцевальных мероприятий — Певческое поле, 6-й микрорайон Центра, семнадцатиэтажное здание Администрации Главы Чувашской Республики (архитекторы Г. Г. Исакович, Т. В. Ижанова, В. Н. Филатов), здание Верховного суда Чувашской Республики, Чувашский театр оперы и балета, строящиеся здание гостиницы, здание Следственного управления Следственного комитета России по Чувашской Республике. Имеются: парковка для автолюбителей, подъезд к которому организован по улице Нижегородской; площадка для скейтбордистов, площадка для картинга, спортивные площадки. По состоянию на 2020 год строится здание гостиницы. По обе стороны от лестницы, ведущей от Залива к театру оперы и балета, создано панно из камней, на которых изображены гербы города и Чувашской Республики. В 2020 году на восточном берегу была организована детская площадка. Верхний залив имеет площадь 23 га, глубину от 2,5 до 3,8 м, объём воды — около 740 тыс. м³.
На юго-западном берегу верхнего пруда расположен застроенный в 2008—2020 годах VI микрорайон Центра с жилыми и торгово-административными зданиями.

### Малая запруда

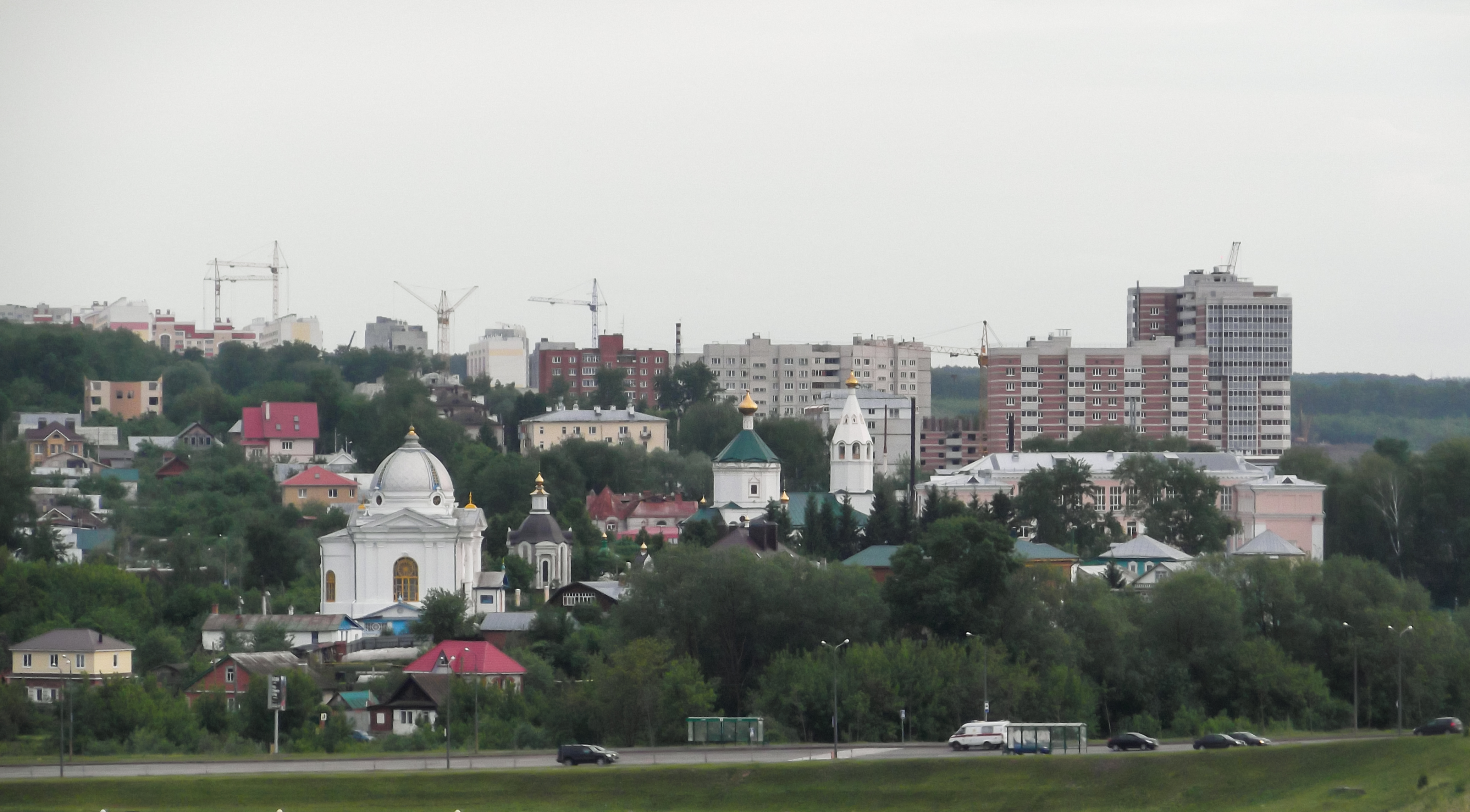
Остановочные пункты «Залив» и периферия малой запруды — долина реки Чебоксарки

В малую запруду Залива — запруду речки Чебоксарки, расположенную близ южной части улицы Академика А. Н. Крылова, впадает речка Трусиха. Запруда представляет собой очистной пруд — узел перехвата рек Чебоксарки и Трусихи с аккумулирующей ёмкостью объёмом 31 тыс. м³. От верхней большой запруды она разделена дамбой и пешеходно-автомобильным мостом — частями Пионерской набережной, недалеко от которой находится чебоксарский Дворец детского и юношеского творчества (бывший Дом пионеров), мотодром и нижняя парковка торгово-развлекательного центра «Каскад». На западном берегу малой запруды расположены очистные сооружения и насосная станция. К северу от пруда расположена стартовая площадка велосипедной дорожки, ведущей к зданию Администрации Главы Чувашской Республики. Рядом по улице Академика А. Н. Крылова имеются остановочные пункты общественного транспорта города Чебоксары с названием «Залив».
В 2020 году были вырублены деревья на берегах малой запруды и начата масштабная реконструкция этой части Залива. Водное зеркало малой запруды в ходе реконструкции было увеличено, были построены новые сооружения по очистке дождевых стоков. К началу 2021 года реконструкция продолжается.
Вблизи пруда расположены мосты над Чебоксаркой и Трусихой. В зоне малого пруда планируется создание экопарка.

### Периметр Залива

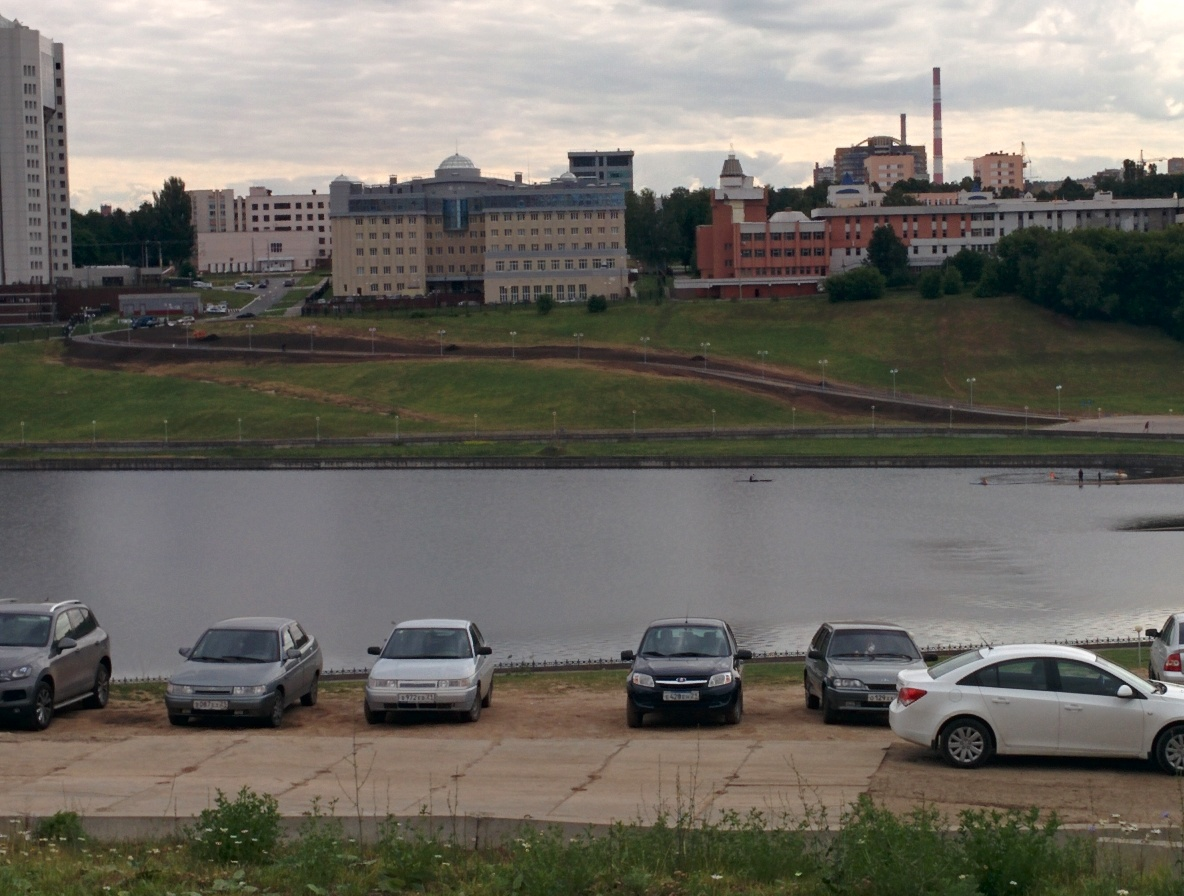
Вид на южную часть верхней запруды Залива в 2014 году

Береговая линия Залива забетонированная, практически по всему периметру построен железобетонное ограждение (в отдельных частях с чугунным забором со стилизованным чувашским орнаментом), проведено освещение. Железобетонный периметр Залива, представляющий собой подпорные стенки двух главных запруд общей длиной около 4 км — это зона рекреации водного объекта, где имеются специальные смотровые площадки, спортивные и детские площадки, сооружены 7 сходов к воде и лестничные группы по склонам вокруг Залива (к театру оперы и балета, к зданию администрации Главы Чувашии). По периметру Залива, как правило, возможно передвигаться только пешком. Залив является местом для любительской рыбной ловли. Специально рыбу в Заливе не разводят, она попадает в водоём через трубы или её приносят птицы.
Набережные имеют пешеходную зону и зону для велосипедистов со специальной разметкой. Весь периметр Залива в ночное время освещают фонари. Вокруг Залива расположены небольшие лесные массивы и оставшиеся от частного сектора сады с яблонями и грушевыми деревьями.
Для поддержания санитарного состояния Залива кроме насосной станции водообмена на берегу Волги, подающая воду в Залив (с 3 насосами с напорным водоводом с рассеивающим водовыпуском) по контуру залива построена самотечная ливневая канализация длиной 3,9 км.
Особенностью Залива является его месторасположение — в историческом части Чебоксар, из-за чего его берега считаются культурной и исторической зоной города.

## История Залива

### Территория до затопления

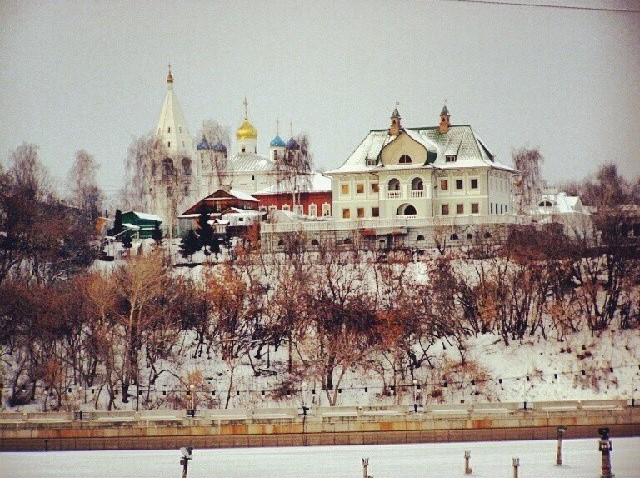
Воссозданный на новом месте Дом купца Кадомцева (2016)

До начала работ по строительству Чебоксарского залива ко второй половине 1970-х годов на его месте находилась низменная территория Старого города, примыкающая к руслам рек Чебоксарка и Кайбулка. При подготовке зоны затопления были снесены частные и малоквартирные жилые дома, а также культовые, торговые и административные здания — многие их которых были значимыми достопримечательностями, построенными как до Октябрьской революции 1917 года, так и в советское время.
Были снесены многие улицы и части современных улиц города. Исчезли старые (исторические) улицы восточного косогора рек Кайбулки и Чебоксарки: улицы Максима Горького, Кадыкова, Гоголя, Набережная, Карла Либнехта, Октябрьская, Луговая, часть улицы Халтурина; на западном косогоре перестали существовать старые улицы Чернышевского, Бондарева, часть улиц Герцена и Заводской. Не стало старых улиц Баумана, Розы Люксембург, Плеханова, исчезли улицы Театральная, Союзная (часть зданий получили новые адреса по улице Константина Иванова), Речной переулок, первая, вторая и третья Рыбацкая слобода, существенная часть улицы Нижегородской, части улиц Карла Маркса, Ленинградской, Ярославской. Была расчищена территория старой Красной площади.
На парадной улице Чебоксар — улице Карла Маркса были снесены образцы сталинской архитектуры: в сентябре 1982 года перестала существовать гостиница «Волга» (сооружённая в 1932, дом № 6); до марта 1982 года снесено здание Чувашпотребсоюза с рестораном «Волга» (дом № 5, постройка 1940). Участки, на которых находились эти здания, не попали в зону затопления — они находятся на месте современной Красной площади.
До июля 1979 года было снесено историческое здание «Дом Решетникова» (в котором размещался Чебторг), располагавшейся на старой Красной площади; с этой же площади исчезли дома дореволюционной архитектуры — Дом Кологривова, Дом Волковой, Дом Дряблова, Дом Геронтьева, Дом Игумнова. Со снесённой части улицы Нижегородской были демонтированы: образец конструктивизма — старое здание Главпочтамта, Дом учителя, Дом радио. Улица Ленинградская утратила здание Совпартшколы (бывшее здание духовного училища).
Были снесены также Крестовоздвиженская церковь (памятник начала XVIII в. с колокольней постройки конца XIX в.), Дом Зелейщикова, Дом купца Стахеева (XIX в.), Дом Бонэ, Дом Астраханцева (постройка сер. XIX в., снесена в 1978), здание хлебозавода № 1 (бывшая Покровская церковь), Дом Клюева, здание Главсуда (1926). Ушли под воду Парк имени Н. К. Крупской, старое здание драмтеатра, расчищены территории Зелёного базара с мощёными дорогами (возник в 1930), сквера на месте бывшего Детского парка им. 10-летия Октября. На перекрёстке улиц Бондарева и Чернышевского было снесено здание 15-й школы (бывшей 6-й, до 1917 года — женской прогимназии).
Часть архитектурных памятников была разобрана, планировалось перевезти их на возвышенности и заново смонтировать; эти планы также не были реализованы. В 1979 году перед затоплением был разобран на части Дом купца Алексея Кодомцева, располагавшийся к востоку от ресторана «Волга»; в 1995 году внешне схожий дом по старинным планам изново был построен на западном косогоре по адресу: улица Сеспеля, 15.

### Строительство Залива

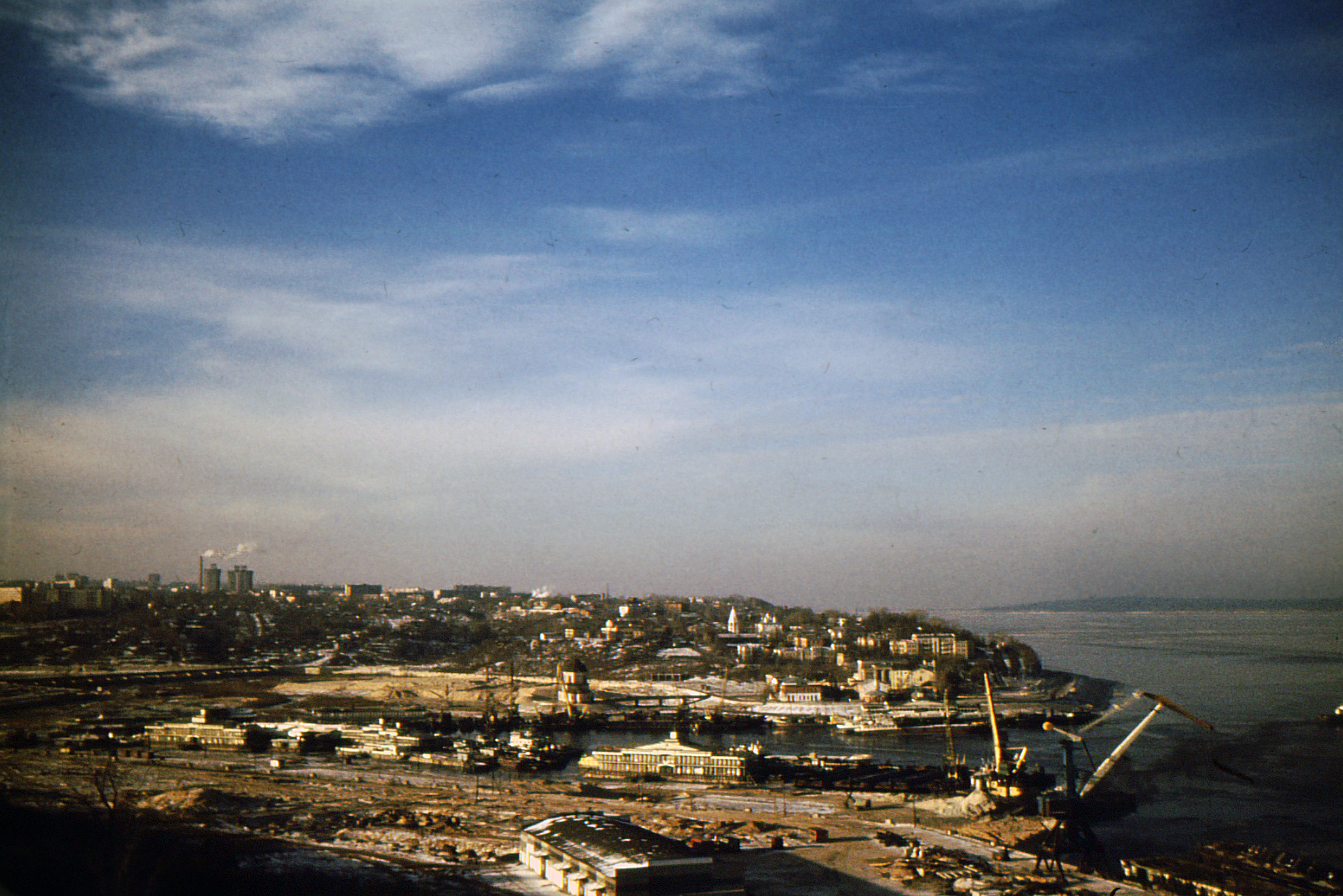
Вид на устье Чебоксарки в 1987 году

Возникновение Чебоксарского залива было обусловлено строительством Чебоксарской гидроэлектростанции. Так как выход Чебоксарской ГЭС на проектную мощность откладывался, было решено строить защитные сооружения города (их частью был будущий Залив) в 2 этапа. После перекрытия Волги в 1980 году снесённый старый центр Чебоксар более 15 лет стоял в запустении.
После перекрытия Волги, образовавшееся Чебоксарское водохранилище должно было расшириться до Дворца пионеров с одной стороны (заполнив берега устья Чебоксарки) и на сотню метров южнее Калининского моста с другой (заполнив берега устья Кайбулки). Дамба между улицами Константина Иванова и Ярославской не предполагалась, и Успенская церковь должна была располагаться на острове. В итоге должен был образоваться естественный залив на месте старого города. Однако этот вариант залива не был реализован, так как до проектного уровня воду Чебоксарского водохранилища так и не подняли. Пуск Чебоксарской ГЭС при пониженном напоре (отметка 61 м) был осуществлён 31 декабря 1980 года. В целях обеспечения навигации весной 1981 года уровень был повышен до 63 м. Подъём уровня водохранилища до проектного уровня (отметка 68 м), изначально запланированный на 1987 год, сдерживался сначала неготовностью комплекса инженерной защиты, затем — разногласиями между позициями властей Нижегородской области и Чувашии по поводу уровня водохранилища.
В первоначальном плане имелся пешеходный мост между подножьями склонов к новому «стеклянному» корпусу Дома Советов Чувашской АССР и Чувашскому театру оперы и балета.
В 1977 году депутатами Чебоксарского горсовета было принято решение об отводе городских земель для ведения гидротехнических работ, в том числе: в Чебоксарском заливе — 95 га, под два карьера песка на левом берегу Волги — 35 га, на сооружения восточного и западного косогоров — 29 га.
Комплекс сооружений верхней запруды Залива был выполнен с 1978 по 1987 год. Первым объектом стала плотина через речку Чебоксарку севернее Московского моста (начало работ — май 1978 года). Близ современной малой запруды начали сооружать здание насосной станции по перекачке ливневых стоков (в 1981 году) и узел перехвата рек Чебоксарки и Трусихи (инфраструктура малой запруды) — напорный ливневый коллектор от насосной станции по перекачке ливневых вод в Волгу (в 1983 году). Ливневые сети вокруг залива начали строить с 1984 года, напорный водовод от насосной станции (близ чебоксарского пляжа) до Залива — с 1986 года. Первая очередь была завершена в 1987 году.
Залив первой очереди (верхняя запруда) образован в 1977—1986 годах, залив второй очереди (нижняя большая запруда) образован в период с 1977 по 2000 годы. Залив в части от реки Волги до «Дороги к храму» образовался в результате подъёма уровня воды в Волге и затопления данной территории (ввиду создания Чебоксарского водохранилища). Таким образом, был создан новый водоём объёмом 3,5 млн кубических метров.

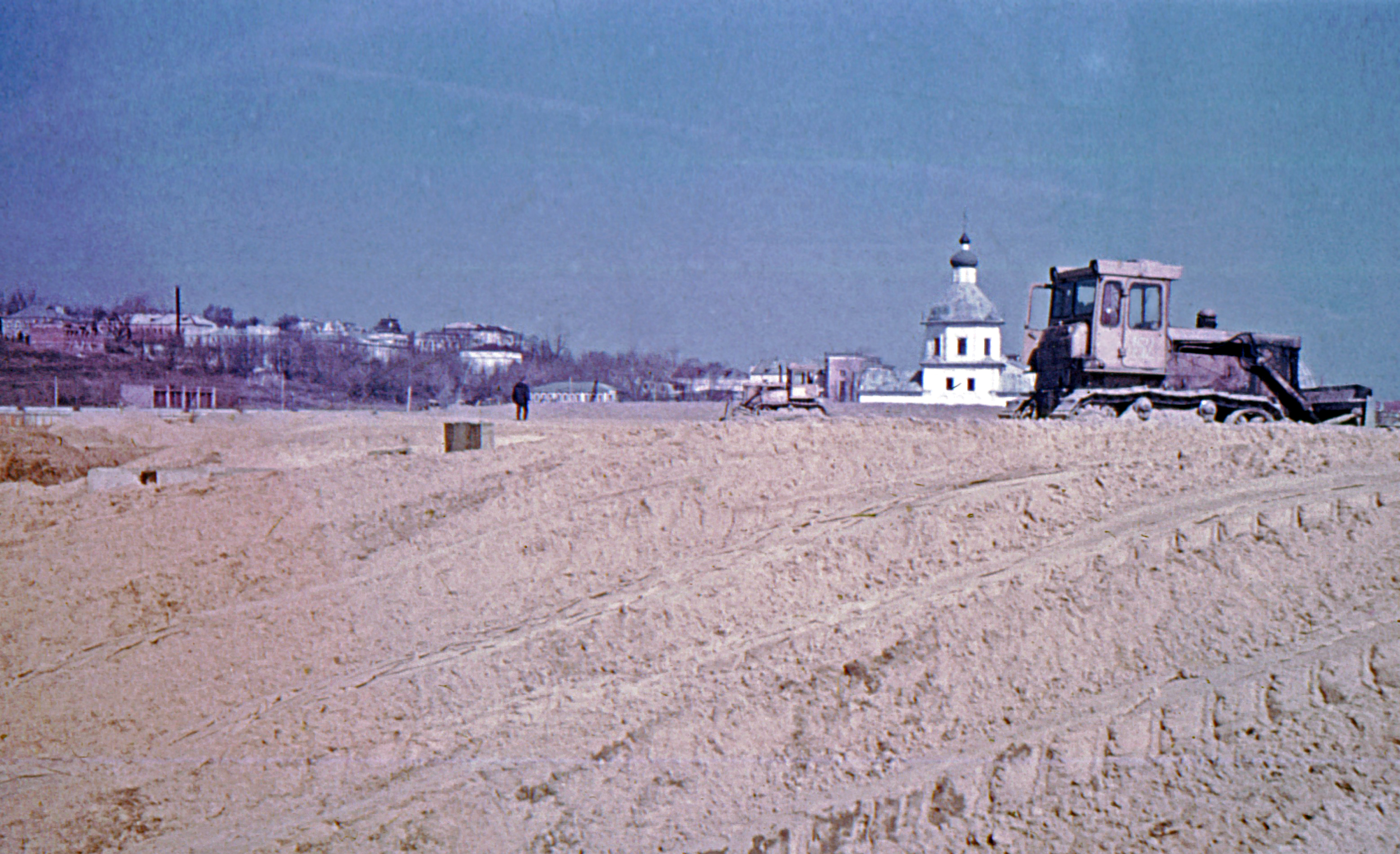
Строительство дамбы «Дорога к храму» в 1996 году

В 1996 году было принято решение о возведении транспортно-пешеходной дамбы позволившей поднять уровень Залива, и названной впоследствии «Дорогой к Храму». Такое название дамба получила из-за продления её к стенам Свято-Троицкого мужского монастыря мимо церкви Успения Пресвятой Богородицы (памятника русского провинциального зодчества XVIII в.), оставшейся на искусственном острове соединённом с набережной «горбатым» мостиком. В 1999 году были построены фонтаны.
За работу по возрождению исторической части города Чебоксары, включающую в себя создание инфраструктуры Чебоксарского залива, в 2000 году были присвоены звания лауреата Государственной премии Российской Федерации в области науки и техники: президенту Чувашской Республики Н. В. Фёдорову, главе администрации города Чебоксары А. А. Игумнову, сотрудникам проектного института «Чувашгражданпроект» О. П. Караваеву и Ю. М. Новосёлову, архиепископу Чебоксарскому и Чувашскому Варнаве (В. В. Кедрову), работникам предприятия «Дорисс» М. П. Мурзакову и И. В. Рощину, главному архитектору ЗАО «Велюкс Россия» Л. В. Хихлухе.

### Залив после 2000
К 2000 году на западном склоне верхнего Залива была построена лестница, ведущая к Чувашскому театру оперы и балета. 9 мая 2003 года на берегу Залива был открыт Монумент Матери.
В 2003 году на набережных Чебоксарского залива была проложена двухкилометровая трасса, на которой соревновались спортсмены — участники Кубка Европы по спортивной ходьбе 2003. Здесь же в 2008 году разыгрывались медали Кубка мира по спортивной ходьбе. 20—21 июня 2015 года здесь прошёл Командный чемпионат Европы по лёгкой атлетике.
Район Залива является местом времяпрепровождения жителей Чебоксар, здесь можно принять пищу в предприятиях общественного питания (в их числе «Макдоналдс» и «Бургер Кинг»), отдохнуть, поплавать на катамаранах и лодках. На набережных Залива проходят масштабные торжества в День Чувашской Республики, День города Чебоксары. Летом на верхней большой запруде проходят соревнования байдарочников. Зимой на льду верхней большой запруды Чебоксарского залива проходят соревнования по автогонкам. По результатам опроса, проведённого с 1 по 11 февраля 2013 года Минкультуры Чувашии комплекс «Чебоксарский залив — Красная площадь» стал одним из 7 лучших культурных и природных достопримечательностей Чувашской Республики для размещения в тематическом парке «Россия».
В 2020 году завершилась реконструкция Московского моста, во время которого вода в нижней запруде была спущена, запруда была перекрыта временной земляной дамбой для размещения и передвижения строительной техники. В 2020 года началась масштабная реконструкция очистного пруда Чебоксарского залива — малой запруды искусственного водоёма. До этого малая запруда, на берегах которого имелись деревья, была местом гнездования диких уток.
В 2021 году ведётся реконструкция части инфраструктуры Залива, для которой в республиканском бюджете заложены первые 770 млн рублей. Дальнейшее преображение Чебоксарского залива разделено на 7 этапов, реализовать которые планируется в течение 5 лет. Реконструкция залива предусматривает замену сетей, которым несколько десятков лет, предусмотрена замена ливневой канализации вокруг всего Залива.

## Залив в фотоискусстве
Акватория и территория берегов Залива традиционно включается в перечень фотооткрыток различных изданий, посвящённых городу Чебоксары. В 1964 году Комбинат изопродукции № 1 Росглавполиграфпрома (Ленинград) выпустил серию малых открыток по фотографиям И. Наровлянского, среди которых имеется снимок панорамы будущего города Чебоксары, на котором изображён неосуществлённый проект будущего Залива с затопленными берегами Кайбулки (вглубь города). В 1973 году советское издательство «Планета» выпустило серию открыток с фотографиями Ю. Капитанова, среди которых фотооткрытки с видом территории старой части города Чебоксары на месте будущего Залива. В 1990 году советские издательства «Панорама» и «Планета» выпустили серии открыток с фотографиями М. Кудрявцева и О. Листопадова, среди которых несколько фотооткрыток посвящены Заливу. В 1992 году российский Издатцентр «Марка» выпустило серию открыток, одна из которых (фотограф Б. Зеньковский) запечатлело территорию Залива на момент, когда была заполнена водой только верхняя запруда Залива.